# Братья Гольдштейн
Григорий Абрамович Гольдштейн (22 октября 1931, Тбилиси — 8 февраля 2019, Нетания) и Исай Абрамович Гольдштейн  (1938, Тбилиси — 28 сентября 2011, Нетания) — ученые-физики, советские отказники, члены грузинской группы содействия выполнению Хельсинкских соглашений в СССР, ставшие известными после того, как в сентябре 1975 г. на конференции Международного общества по изучению искусственного интеллекта в Тбилиси заявили, что представляют государство Израиль.

## Биография
Исай и Григорий Гольдштейн родились в еврейской семье Абрама Гольдштейна, часового мастера, и Малки Гольдштейн, домохозяйки. Учились на физическом факультете Тбилисского государственного университета, защитили кандидатские диссертации по вычислительной технике.
В 1971 г. Григорий Гольдштейн, автор многих изобретений и опубликованных научных работ, вместе с братом Исаем Гольдштейном подали заявление на выезд в Израиль. Однако им было отказано в разрешении на выезд в последующие пять лет по мотивам секретности. Братья Гольдштейны, оставив работу в Институте метрологии Академии наук Грузинской ССР, стали активистами Алии и включились в правозащитную деятельность.
17 сентября 1972 года Исай и Григорий Гольдштейн в своем письме в Президиум Верховного Совета СССР выступили с критикой советской позиции относительно теракта на Олимпийских играх в Мюнхене, а 12 октября 1972 г. публично отказались от советского гражданства.
В течение 1972-1973 гг. Григорий и Исай Гольдштейны рассылали копии своих документов в посольства стран — участниц Хельсинкского совещания: ни одно уведомление о вручении не было получено. Братья подали в суд на почтовую службу, так как почта отказалась им выплатить, в соответствии со Всемирной почтовой конвенцией, компенсацию за десятки недоставленных писем.
В 1973 г. братья Гольдштейн приняли участие в голодовке протеста в Москве, в 1974 г. они снова объявили голодовку в знак протеста против преследований накануне визита президента США Ричарда Никсона.
Из-за своей общественной активности братья неоднократно вызывались на беседы в Комитет государственной безопасности и в милицию, подвергались обыскам несмотря на реакцию со стороны Запада и международных научных кругов. Так, 3-8 сентября 1975 г. в Тбилиси проходила очередная конференция Международного общества по изучению искусственного интеллекта. Международный оргкомитет включил в состав участников четырёх советских ученых — евреев, давних «отказников», среди них и братьев Гольдштейнов. Братьям Грузинский КГБ запретил «близко подходить» к месту заседаний. Тем не менее они явились на одну из дискуссий. Задавая вопрос выступавшему, Исай Гольдштейн в соответствии с правилами конференции назвал себя и представляемую им страну: Израиль.
Помимо правозащитной деятельности, Братья Гольдштейны вошли в оргкомитет, созванного в Москве 19-21 декабря 1976 г. симпозиума, который был посвящён состоянию и возможным путям развития еврейской культуры в СССР. Они выступают с рядом статей о состоянии еврейской культуры в Советском Союзе, истории грузинских евреев.
В январе 1976 г. Григорий и Исай Гольдштейны вместе со Звиядом Гамсахурдия, Теймуразом Джанелидзе, Виктором Рцхиладзе (Рцхеладзе) основали грузинскую группу содействия выполнению Хельсинкских соглашений в СССР.
20 марта 1978 г. в Тбилиси был осужден к одному году лишения свободы Григорий Гольдштейн, обвиненный в тунеядстве потому, что после отказа в разрешении на выезд в Израиль не мог найти работу по специальности и жил на свои трудовые сбережения. Гольдштейну не разрешали вести преподавательскую работу, но предлагали такие места работы, которые могли создать новые препятствия к его отъезду по причине секретности. Отказ от этих предложений рассматривается властями как уклонение от общественно-полезного труда.
То, что Гольдштейн продолжал самостоятельно свою научную работу и бесплатно занимался со школьниками математикой и физикой, — суд не счёл общественно полезным трудом. Гольдштейн обвинялся по ст. 234 Уголовного кодекса Грузинской ССР, в которой инкриминируется «систематическое занятие бродяжничеством или попрошайничеством, а также ведение в течение длительного времени паразитического образа жизни».
Признавая Гольдштейна тунеядцем, живущим на нетрудовые доходы, суд не располагал никакими доказательствами «нетрудовых доходов» и отказал Гольдштейну в истребовании и исследовании документов о его доходах.
Андрей Сахаров подписал Международной Организации Труда, Федерации американских ученых, директору Федерации Дж. Стоуну и мировой общественности «Открытое письмо в защиту Григория Гольдштейна» (8 марта 1978 г.). Годичный срок Григорий Гольдштейн отбывал в Архангельской области, перенеся в местах заключения серьёзное заболевание.
С июня по январь 1985 г. на Гольдштейнов и ещё не менее 200 человек оказывается особое давление. 28 июня 1985 г. у братьев Гольдштейн были изъяты письма, фотографии, рассказ Г.Гольдштейна о его жизни в лагере, заявление И.Гольдштейна о еврейской эмиграции, брошюра о процессе Г.Гольдштейна, Всеобщая декларация прав человека, письма в защиту А.Сахарова, религиозная литература, Библии, молитвенники. Исаю Гольдштейну полковник КГБ Мариан Нашишвили предложил явиться 1 июля 1985 в КГБ «с одеждой, подходящей для тюрьмы». И. Гольдштейн отказался идти без повестки, несмотря на прямые угрозы тюремного заключения за регулярные встречи с западными дипломатами, журналистами, туристами.
За братьями была установлена круглосуточная слежка, а на встрече с сотрудниками КГБ Г.Гольдштейна предупредили, что изъятые у братьев на обыске материалы и членство братьев в «диссидентской» музыкальной группе «Фантом» являются достаточным основанием для привлечения обоих к уголовной ответственности. В течение ноября 1985 г. в разных городах Советского Союза около 40 человек было вызвано на допросы касательно «антисоветской» деятельности братьев Гольдштейн, а Исай Гольдштейн был избит на улице неизвестными хулиганами.
Братья Исай и Григорий Гольдштейны 14 февраля 1986 г. были вызваны в тбилисский ОВИР, где им было сказано, что «по распоряжению сверху» их заявления о выезде из СССР были рассмотрены положительно, и что им следует обратиться в голландское посольство в Москве для оформления документов, но после окончания XXVII съезда КПСС. Братья Гольдштейны были в списке лиц, представленном советским властям сенатором Эдвардом Кеннеди во время его визита в Москву. Выездные визы в Израиль братья Исай и Григорий Гольдштейны и члены их семей получили 4 апреля 1986 г., но через 10 дней снова были задержаны в Москве на прощальной вечеринке, которая была устроена в их честь перед их отъездом в Израиль.

### После репатриации в Израиль
18 апреля 1986 г. Исай и Григорий Гольдштейн прибыли в Израиль вместе с матерью Малкой, женой Исая Елизаветой Быковой, их сыном Ави и тещей Любой Каплунович. В июне 1986 г. Исай Гольдштейн свидетельствовал перед Конгрессом США о нарушениях Всемирной почтовой конвенции со стороны советских властей. В 1990 г. Звиад Гамсахурдия назначил Исая Гольдштейна своим личным советником по связям с США и Западом.
Во время Августовского путча  1991 года, когда войска ГКЧП прошли Северный Кавказ и шли на независимую Грузию, Исай Гольдштейн был рядом со Звиадом Гамсахурдия в Тбилиси. Сын Исая, Авраам Гольдштейн, при помощи спутниковой связи передавал первому президенту Грузии З. Гамсахурдия информацию о продвижении войск ГКЧП.
В Израиле Исай и Григорий Гольдштейны работали по специальности в американской школе в г. Нетания, концерне «Авиационная промышленность» («Таасия авирит», IAI).

## Интервью
- Интервью с Григорием Гольдштейном Архивная копия от 3 июля 2020 на Wayback Machine
- Телефонная запись Исая Гольдштейна (1975 г.) Архивная копия от 4 июля 2020 на Wayback Machine